# جان جی. ویلیامز
جان جی. ویلیامز (به انگلیسی: John J. Williams) سناتور سابق عضو حزب جمهوری‌خواه ایالات متحده آمریکا بود. وی در سال ۱۹۴۷ تا ۱۹۷۰ میلادی سناتور ایالت تنسی در سنای ایالات متحده آمریکا بود.